# 13.ª Divisão de Montanha da Waffen SS Handschar
A 13ª Divisão de Montanha da Waffen SS Handschar (1ª Croata) foi uma das trinta e oito divisões de exercito parte das Waffen-SS durante a Segunda Guerra Mundial. Foi a maior das divisões SS, com 21 065 homens no seu corpo, composto quase inteiramente de muçulmanos recrutados na Bósnia. Handschar (bósnio / croata: Handžar) é uma  palavra local para a cimitarra turca (em árabe: khanjar, خنجر), um símbolo histórico da Bósnia e do Islã. Uma imagem do Handschar enfeita a bandeira da divisão e o brasão de armas.
A divisão Handschar foi uma formação de infantaria de montanha, conhecida pelos alemães como "Gebirgsjäger". Foi utilizado para conduzir operações contra os partidários jugoslavos nas montanhas Balcânicas de fevereiro a setembro de 1944.
Após a queda de Sarajevo em 16 de abril de 1941 para a Alemanha nazista, as províncias da República da Croácia, da Bósnia e Herzegovina e partes da Sérvia foram agrupadas para criar a Nezavisna Država Hrvatska (NDH, o Estado Independente da Croácia),um estado satélite pró-nazista. Ante Pavelić, um Croata-nacionalista, foi nomeado líder.
Em 6 de julho de 1941 Ministro da Cultura e da Educação do governo de Pavelic , Mile Budak, anunciou que a Ustase considerava os bósnios muçulmanos (bósnios) parte integrante do NDH: "O Estado croata é cristão. É também um Estado muçulmano, onde os nossos povos são de religião maometano". Pavelić ordenou a construção de uma mesquita: a Mesquita Poglavniks  (depois de o seu nome oficial) em seus esforços para garantir a fidelidade dos muçulmanos bósnios [citação necessárias].
Clérigos bósnios muçulmanos emitiram três declarações (fatāwa), denunciando publicamente todos os colaboracionista Croato-nazi que faziam medidas contra os judeus e os sérvios: o de Sarajevo em outubro de 1941, da cidade de Mostar, em 1941, e de Banja Luka, em 12 de Novembro de 1941.
Apesar das garantias de igualdade de Pavelic, não demorou muito para os bósnios se tornarem  muitos insatisfeitos com o governo croata. Um líder islâmico informou que nenhum muçulmano ocupava um posto influente na administração(local). Ferozes combates eclodiram entre Ustase e partidários. Uma série de unidades de Ustase acreditavam que os Bósnios eram simpatizantes comunistas, e queimaram as suas aldeias e assassinaram civis.
A Queda em 1942 fez o SS Reichsführer Heinrich Himmler e o SS-General Gottlob Berger abordarem Hitler com a proposta de criar uma SS divisão de muçulmanos bósnios.
No Ano Novo de 1943, mais de 100 000 bósnios muçulmanos foram mortos (9% dos bósnios no período) em grande parte pelos sérvios Chetniks e 250 000 foram expulsos de suas casas. "Os muçulmanos" comentou um General alemão, "ostentar o estatuto especial de ser perseguido por todos os outros"[2]
Himmler observava uma fanática e cega obediência nos bósnios e pensou que iria tornar os homens muçulmanos em soldados SS perfeitos, como no Islã "é prometido o Paraíso se eles lutarem e forem mortos em ação." [carece de fontes?]. Himmler foi inspirado pelo sucesso dos regimentos de infantaria bósnios na Primeira Guerra Mundial.
Georges Lepre escreveu que "Himmler esforçou-se por restabelecer o que ele chamou de 'uma velha tradição austríaca' reavivando os regimentos bósnio do antigo exército austro-húngaro, sob a forma de uma Divisão SS bósnia muçulmana. Uma vez formada, esta divisão tinha como designação enfrentar e destruir as forças dos partidários de Tito que operavam no nordeste da Bósnia, restaurando assim a 'ordem' local.Entretanto,a principal preocupação de Himmler na região não era a segurança da população muçulmana local, mas o bem-estar dos colonos alemães étnicos no norte de Srem. "Srem é o breadbasket da Croácia, e esperemos que o nossos amados alemães assentamentos estejam assegurados. Espero que a zona sul de Srem seja liberado pela.. divisão da Bósnia … para que possamos, pelo menos parcialmente restaurar a ordem neste ridículo estado (croata)."
Hitler aprovou formalmente o projeto em 10 de fevereiro de 1943 e o SS-Obergruppenführer Arthur Phleps, um comandante romeno étnico alemão, foi escolhido para formar a divisão.

## Recrutamento

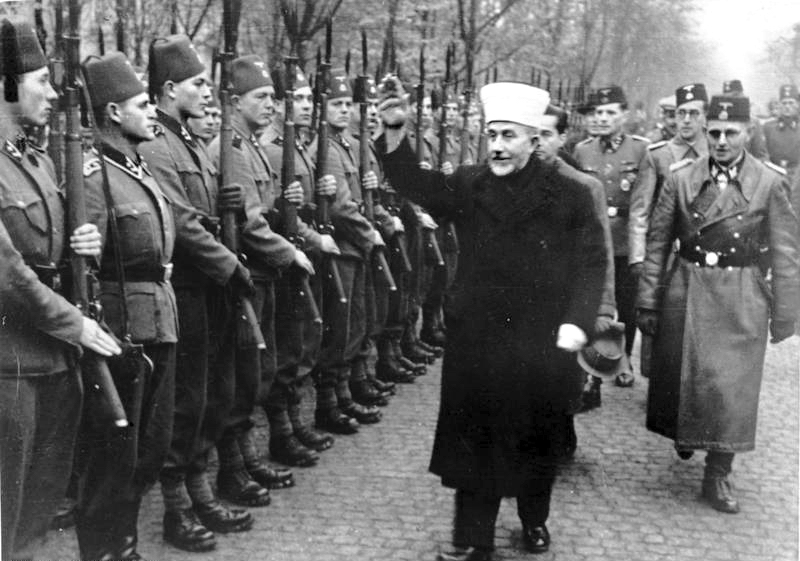
Amin al-Husayni em revista de um grupo de soldados bósnios da SS.

Na Primavera 1943, o Mufti de Jerusalém, Mohammad Amin al-Husayni, (também conhecido por Amin al-Husseini), foi recrutado pelos nazis para ajudar na organização e recrutamento de Bósnios na Waffen SS e outras unidades da Jugoslávia. Ele conseguiu convencer os Bósnios de ir contra as declarações dos clérigos de Sarajevo, Mostar e Banja Luka, que em 1941 proibiu os muçulmanos bósnios de colaborar com a Ustaše. O Ministro dos Negócios Estrangeiros croata Mladen Lorkovic sugeriu que a divisão se chamasse "SS Divisão Ustasa", não sendo assim uma divisão SS, mas uma unidade croata organizada com a assistência SS, e que os nomes dos regimentos fossem nomes locais como "Bosna", "Krajina" , "Una", etc
A Enciclopédia do Holocausto afirma que "Os alemães fizeram questão de tornar público o fato de que Husseini tinha voado de Berlim a Sarajevo com o único objetivo de dar a sua bênção para o exército muçulmano e inspeção das suas tropas e exercícios de treino". De acordo com Aleksa Djilas do The Nation That Wasn't., Al-Husayni "aceitou, visitou a Bósnia, e convenceu alguns importantes líderes muçulmanos de que uma divisão SS muçulmana seria do interesse do Islã. Apesar de estes e outros esforços de propaganda, apenas metade do esperado de 20 000 a 25 000 voluntários muçulmanos se apresentaram". Pavelic, o dirigente da Federação Croato-fascista Ustashe, opôs-se à contratação de uma divisão exclusivamente muçulmana e estava preocupado com um golpe de independência muçulmana, considerando-se áreas muçulmanas como uma parte do Estado Nazi "Estado Independente da Croácia", que incluía a Bósnia. Como um compromisso a divisão foi chamado de "Croatas" e incluía, pelo menos, 10% croatas católicos .
Al-Husayni insistiu em que "A tarefa mais importante desta divisão deve ser a de proteger a pátria e as famílias (dos voluntários bósnios), a divisão não deve ser autorizado a deixar a Bósnia", mas esta solicitação foi ignorada pelos alemães.
De acordo com Chris Ailsby "Himmler convenceu ele próprio de que os muçulmanos balcânicos não eram nem eslavos, nem turcos, mas foram realmente Arianos que tinham adotado o Islã". Ele acreditava que os muçulmanos da Bósnia para ser o mesmo, em questões raciais, que os croatas, e ele via os croatas como descendentes dos góticos e persas.
Recrutamento para a divisão caiu quando a guerra avançou e quando espalharam rumores de que a divisão estava indo lutar contra os soviéticos, os Muçulmanos desertaram em massa.[carece de fontes?]
No final de 1944, a separada divisão Kama foi incorporada a divisão Handschar.

## Bósnios da unidade
Os bósnios da unidade da Waffen SS foram recrutados para lutar contra partidários, incluindo os moradores de aldeias de onde muitos dos recrutas se originaram. Eles operavam no nordeste da Bósnia e parcialmente em Srem.

## Treinamento
Enviados para a França, ficaram em treinamento até novembro de 1943, quando eles voltaram para a Bósnia.

### Motim de Villefranche-de-Rouergue (setembro de 1943)
Em 17 de setembro de 1943, enquanto a guarnição militar Handschar estava em Villefranche-de-Rouergue (França), um grupo de recrutas liderados por Ferid Džanić iniciaram um motim e capturaram a maior parte dos alemães amotinados. Executaram cinco oficiais alemães.
Aparentemente, os amotinados acreditava que muitos dos homens teria alistado junte-se a eles e eles poderão chegar aos aliados ocidentais. A revolta foi colocado para baixo com a ajuda da unidade irmã, e Dr. Halim Malkoč Schweiger. Cerca de 20 dos rebeldes foram mortos sumariamente ou depois de um julgamento. Os alemães estavam convencidos de que eles eram comunistas que estavam infiltrados que tinham como função perturbar-los. Posteriormente, houve um expurgo de membros da unidade, que foram considerados "impróprios para o serviço" ou "politicamente inadequados".  Mais de 800 foram retirados da unidade e enviados à Alemanha para "serviço de campo". Desses, 265 que se recusaram a colaborar foram enviados para o campo de concentração de Neuengamme onde muitos deles morreram. Quando a cidade foi libertada em 1944, eles decidiram prestar homenagem às tropas nomeando uma das suas ruas da Avenue des Croates. Segundo Louis Erignac, Villefranche-de-Rouergue foi a primeira cidade francesa libertada da ocupação.

### Operações contra partidários na Iugoslávia
Handschar participou da maior limpeza antipartidária da Segunda Guerra Mundial, a Unternehmen Maibaum.
A Divisão participou das operações em Wegweiser, Save, Osterei, Maibaum, Maiglöckchen, Vollmond, Fliegenfänger, Heidrose e Hackfleisch a partir de fevereiro a setembro de 1944.[carece de fontes?]